# BAII
En temes de comptabilitat, el BAII és l'acrònim de Benefici Abans d'Interessos i Impostos (en anglès: Earnings Before Interests and Taxes, acrònim EBIT). El BAII és el resultat que s'obté en l'anàlisi del Compte de Pèrdues i Guanys. La fórmula per calcular el BAII és la següent:
```
Ingressos d'explotació - Despeses d'Explotació = BAII
```

Els ingressos d'explotació són els següents:
1. L'import net de la xifra de negocis (vendes menys els descomptes que fem).
2. Variació de les existències de productes acabats i en curs.
3. Altres ingressos d'explotació (arrendaments, etc.).

Les despeses es componen de:
1. Proveïments (compres menys els descomptes que fan ± variació d'existències comercials i matèries primeres).
2. Despeses de personal (Sous i salaris i Seguretat Social a càrrec).
3. Amortitzacions de l'immobilitzat.
4. Altres despeses d'explotació (subministraments, reparacions, etc.).

El BAII s'utilitza per calcular la ROA a l'anàlisi de la rendibilitat de l'empresa.
El BAI (Benefici Abans d'Impostos), en el Compte de Pèrdues i Guanys, en comptabilitat, és el resultat que s'obté de la suma del BAII (Benefici Abans d'Impostos i Interessos) i el Resultat Financer.